# Darkusz (poddystrykt)
Darkusz – jedna z 4 jednostek administracyjnych trzeciego rzędu (nahijja) dystryktu Dżisr asz-Szughur w muhafazie Idlib w Syrii.
W 2004 roku poddystrykt zamieszkiwało 23 022 osób.